# Les Demoiselles de Bienfilâtre
Les Demoiselles de Bienfilâtre est un conte d'Auguste de Villiers de l'Isle-Adam qui parut pour la première fois dans La Semaine Parisienne le 26 mars 1874.

## Résumé
Olympe et Henriette sont deux filles de joies, deux prostituées. Reconnues dans le café de Madrid, le décor du récit, elles y exercent leur travail jusqu’au jour où l’une d’entre elles, Olympe, se met à aimer gratuitement un jeune étudiant, qui plus est pauvre, chose contraire à son métier. À partir de ce moment, tout s’enchaîne, Olympe oublie ses devoirs professionnels, elle n’écoute pas les conseils d'Henriette, et son comportement n’échappe ni à la société ni au café qu’elle avait coutume de fréquenter. Même les parents Bienfilâtre ne réussissent pas à la raisonner. Une ultime entrevue avec Henriette et les parents Bienfilâtre ont raison d’elle, prise dans une tourmente entre des remords d’une part et de l’autre l’amour qu’elle porte toujours à ce jeune étudiant, Olympe attrape une fièvre mortelle jusqu’à finir par mourir de honte littéralement.

## L'ironie: caractéristique majeure du conte
L’ironie est un procédé récurrent dans les Contes Cruels de Villiers qui désire selon ses mots faire « du bourgeois, si Dieu me prête vie, ce que Voltaire a fait des « cléricaux », Rousseau des gentilshommes et Molière des médecins », c’est dans cette perspective que s’inscrit le conte des « Demoiselles de Bienfilâtre ». L’ironie est observable sous plusieurs formes :
- Une série d’ironies lexicales basées sur des jeux de mots : le nom de famille des demoiselles rappelle le nom d’un poète évoqué par Vigny mais qui se nommait Malfilâtre, dans le conte, la première partie du nom est remplacée par « Bien », une plaisante association avec la notion de Bien dans le récit[3] ; la relation entre Henriette et Olympe, appelée « sœurs de joie » est aussi un jeu de mots ironique résultant de la fusion entre « sœurs de charité », désignant les religieuses et « filles de joies » désignant les prostituées[3] ; il y a aussi un détournement de langue ironique au moment où Henriette rappelle à Olympe qu’elle « tenait le haut du pavé », expression cocassement détournée de son usage ordinaire car Villiers suggère une posture noble contrastant avec la simple posture de la fille qui attend le client sur le trottoir[3].
- Une ironie railleuse qui se voit dans la conclusion de l’histoire : Villiers établit un parallèle entre les dernières paroles de Goethe « De la lumière ! » constituant l’épigraphe du conte et les derniers mots d’Olympe « Il a éclairé ! ». Selon l’interprétation d'Alan Raitt[4], « Il a éclairé ! » est un terme de joueur signifiant « éclairer le tapis », miser, mettre de l’argent. L’or rapporté par l’étudiant à la fin du conte est le substitut de la grâce, et ce jeu de mots final donne alors une résonance ironique à l’épigraphe sur Goethe.
- Un conte ironique inspiré de scènes humoristiques : d’après Alan Raitt[5], ce conte est inspiré de scènes humoristiques de Ludovic Halévy intitulées « Madame Cardinal » et « Monsieur Cardinal », publiée dans La vie parisienne en 1870, sources dans lesquelles on peut observer des parents surveillant les amours de leurs filles et s’indignent lorsque l’une d’elles tombe amoureuse d’un jeune homme sans fortune, l’ironie réside alors dans le détournement de Villiers mettant en scène des prostituées et jouant de leur situation avec les jeux de mots évoqués.

Cette omniprésence d’une ironie railleuse et moqueuse fut d’ailleurs saluée par de célèbres personnalités de l’époque ainsi Catulle Mendès, présentant l’œuvre dans La Vie populaire, affirme « L’atroce cruauté du sujet, la froideur implacable de l’ironie souvent imperceptible, donnent par instant le vertige et vous font frissonner ». Cependant il ne faut pas non plus considérer ce conte comme fondamentalement ironique, l’ironie chez Villiers est presque toujours à double détente, elle n’est jamais gratuite, c’est ce que supposent les propos de Catulle Mendès et c’est ce que suggère aussi la notice de la Pléiade consacrée au conte « Les Demoiselles de Bienfilâtre » : si Villiers a mis en tête du recueil ce conte, c’est pour suggérer implicitement que, sous les dehors d’une plaisanterie grinçante, nous demeurons tous à la recherche d’un idéal, c’est d’ailleurs cet idéal qui causera la perte d’Olympe. Villiers illustre ainsi dès le premier conte ce que Mallarmé désignait par l’expression « les deux facultés ennemies », à savoir cette association des « modes en secret correspondant du Rêve et du Rire ».

## Éditions
- La Semaine Parisienne hebdomadaire dirigé par Jules de Clerville, édition du 26 mars 1874.
- La Vie populaire, édition hebdomadaire du Petit Parisien du 26 septembre 1880.